# Мистер Исключительный
Роберт «Боб» Парр (англ. Robert "Bob" Parr), также известен как Мистер Исключительный (англ. Mr. Incredible) — супергерой из франшизы «Суперсемейка», обладающий сверхчеловеческой силой, стойкостью и выносливостью. Женат на Хелен Парр, также известной как Эластика, и имеет троих детей по имени Шастик, Фиалка и Джек-Джек. Озвучен Крэйгом Нельсоном, в фильме «Мистер Исключительный и его друзья» и видеоиграх его озвучивают Пит Доктер, Ричард МакГонагл и Джефф Бергман.

## Разработка
Мистер Исключительный был создан сценаристом и режиссёром Брэдом Бёрдом и частично основан на отце Бёрда. При этом сам сценарист заявил: «Он немного похож на моего отца, потому что мой отец был отличным парнем, очень забавным и умным, и я очень его люблю».

## Появления в мультфильмах

### «Суперсемейка» (2004)
Общественное мнение настроено против супергероев из-за причиняемого ими побочного ущерба в связи с борьбой с преступностью. После нескольких судебных процессов правительство инициирует Программу переселения супергероев, которая заставляет «суперов» навсегда придерживаться своей тайной личности и отказываться от своих подвигов. Спустя 15 лет Боб и его жена Хелен Парр, ранее известные как Мистер Исключительный и Эластика соответственно, и их дети Фиалка, Деш и Джек-Джек живут в городе Метровилль и вынуждены хранить свои сверхспособности в тайне. Хотя иногда Боб вместе со своим лучшим другом Люциусом Бестом или Фреоном переживает «славные дни» супергероя, будучи ночным линчевателем.
В очередной день, когда Боб работает страховым агентом, он обнаружил, что кого-то ограбили, и собрался остановить это, но его начальник Гилберт Хаф стал угрожать уволить его, если он это сделает. Выйдя из себя, Боб ранил своего советника, швырнув его сквозь стены, что в конечном итоге приводит к его увольнению. После увольнения Боб идёт домой и получает голографическое видеосообщение от женщины по имени Мираж с просьбой сразиться с роботом Омнидроидом. Боб принимает предложение, не сообщив о нём своей семье, и отправляется в полёт с Мираж, где его доставляют на остров под названием Номанисан, чтобы сразиться с Омнидроидом. Боб сражается с дроидом и обманом заставляет его уничтожить собственный источник энергии, отключив робота. После боя Боб начинает набирать форму, выполняя напряжённые тренировки. Боб смотрит на свой старый суперкостюм и замечает на нём дыру. Он отдаёт его дизайнеру костюмов супергероев Эдне Мод. Эдна делает совершенно новые костюмы супергероев для всей семьи, предполагая, что Хелен знает, что Боб на самом деле делает.
Возвращаясь в Номанисан, Боб выясняет, что Мираж работает на Бадди Пайна, который был бывшим фанатом Мистера Исключительного, пока ему тот не отказал в дружбе. Бадди, известный под псевдонимом Синдром, теперь является изобретателем и богатым торговцем оружием и совершенствует Омнидроида, нанимая разных супергероев, чтобы они пришли и сразились с ним. Синдром намеревается отправить усовершенствованного Омнидроида в Метровилль, где он будет тайно манипулировать его элементами управления, чтобы публично победить его, став «героем». Затем Синдром планирует продать свои изобретения всем, чтобы каждый мог стать супергероем.
Хелен с подозрением относится к Бобу, навещает Эдну и узнаёт, чем занимается Боб. Она активирует маяк, встроенный Эдной в костюмы, чтобы найти Боба, непреднамеренно попавшего в плен при проникновении на базу Синдрома. Хелен полетела на частном самолёте и обнаруживает там тайком пробравшихся её детей Фиалку и Шастика. Джек-Джек при этом остался дома с няней Кари. Синдром выясняет, что Хелен приближается к его базе, и посылает зенитные ракеты, чтобы уничтожить самолёт. После того, как самолёт уничтожен, Хелен и дети выживают и используют свои силы, чтобы добраться до острова. Хелен пробирается на базу и выясняет план Синдрома, пока Мираж освобождает Боба. Хелен находит Боба, и они оба спешат найти своих детей, поскольку их преследуют охранники Синдрома. Найдя своих детей, они все сбегают в Метровилль на другой ракете с помощью Мираж.
Благодаря продвинутому интеллекту, Омнидроид распознаёт Синдрома как угрозу и сбрасывает пульт дистанционного управления роботом с его руки. Люциус и семья Парров сражаются вместе, чтобы помешать Омнидроиду уничтожить его. Вернувшись домой, Парры выясняют, что Синдром ушёл, чтобы попытаться похитить Джека-Джека. Когда Синдром летит к своему самолёту, у Джек-Джека проявляются собственные сверхспособности по изменению формы, и он улетает от Синдрома в воздухе. Хелен ловит Джека-Джека, и Боб бросает свою машину в самолёт Синдрома, когда садится в него. Синдрома засасывает в турбину самолёта собственный плащ, и самолёт взрывается. Спустя 3 месяца Парры становятся свидетелями прибытия суперзлодея Подрывашкера. Они надевают маски супергероев и готовы противостоять новой угрозе.

### «Суперсемейка 2» (2018)
Суперсемейка и Фреон сражаются с Подрывашкером и успешно мешают ему разрушить ратушу, но не могут помешать ему ограбить банк и сбежать. Сопутствующий ущерб даёт завистливому правительству прекрасный повод закрыть Программу переселения супергероев, лишив Парров и других супергероев финансовой помощи. Тони Райдингер, мальчик, в которого влюблена Фиалка, обнаруживает её личность супергероя, в результате чего агент Рик Дикер стирает ему о ней память.
Состоятельный бизнесмен Уинстон Дивор и его сестра Эвелин, владеющие медиа- и телекоммуникационным гигантом DevTech, предлагают секретные миссии для супергероев, которые будут записаны и обнародованы, чтобы вернуть общественное доверие. Для начальных миссий Уинстон выбирает менее подверженную несчастным случаям Эластику, а не Мистера Исключительного. Боб борется со своей новой ролью родителя-домоседа. Шастик вместе с отцом пытается решить домашнее задание по математике, Фиалка очень расстроена из-за того, что Тони не узнал её из-за того, что его память о ней стёрлась, а Джек-Джек сеет хаос своим зарождающимися суперспособностями. Эдна Мод разрабатывает костюм, чтобы контролировать способности Джека-Джека. Тем временем Эластика встречает суперзлодея Экранотирана, который проецирует гипнотические изображения на экраны телевизоров. Помешав ему разрушить переполненный пригородный поезд и предотвратив его попытку убить посла, она выслеживает его до многоквартирного дома и разоблачает его как доставщика пиццы, который утверждает, что не помнит своих действий.
На вечеринке, посвящённой аресту Экранотирана, Уинстон объявляет о проведении саммита мировых лидеров по легализации супергероев на борту его роскошной яхты. Эластика обнаруживает, что арестованный доставщик пиццы не Screenslaver, а находится под контролем гипнотических очков. Эвелин надевает очки на Эластику, показывая, что она Экранотиран. Удерживая её на стуле в ледяной комнате, чтобы ограничить её способности к растяжке, Эвелин объясняет своё недовольство супергероями, поскольку её отец 15 лет назад, во время запрета и перемещения супергероев, был убит грабителями, когда пытался позвать супергероев на помощь вместо того, чтобы прятаться, и последующей смертью её матери из-за душевной боли. Эвелин планирует саботировать саммит своего брата, устроив катастрофу, которая непоправимо запятнает репутацию всех супергероев, гарантируя, что они навсегда останутся вне закона, а общественность не вернётся к тому, чтобы полагаться на супергероев в преодолении кризисов. Она заманивает Боба в ловушку и отправляет группу загипнотизированных супергероев усмирить детей Парров. Фреон пытается защитить их, но терпит поражение.
Филака, Шастика и Джек-Джек сбегают на отремонтированном суперкаре, когда-то принадлежавшем их отцу, и достигают яхты Уинстона. На борту загипнотизированные Мистер Исключительный, Эластика и Фреон произносят в эфире мстительный манифест, призванный представить супергероев угрозой, а затем подчинить себе команду корабля, нацелить яхту на город и уничтожить органы управления. Джек-Джек снимает очки Эластики; она, в свою очередь, освобождает мистера Исключительного и Фреона. Суперсемейка и Фреон по итогу освобождают других взятых под контроль супергероев, и все вместе работают над тем, чтобы яхта не врезалась в город. Эластика задерживает Эвелин, пытающуюся сбежать на самолёте. В итоге супергерои восстанавливают свой легальный статус по всему миру.

## Озвучивание
Оригинальная озвучка
- Крэйг Нельсон («Суперсемейка», «Суперсемейка 2», Rush: A Disney-Pixar Adventure, Disney Infinity[англ.])
- Пит Доктер («Мистер Исключительный и его друзья»)
- Ричард МакГонагл (видеоигры)
- Джеф Бергман (Lego The Incredibles)

Русский дубляж
- Олег Белов («Суперсемейка»)[5]
- Михаил Хрусталёв («Суперсемейка 2»)[5]

## Критика
Критики встретили Боба неоднозначно, некоторые считали, что он не соответствует образу супергероя. Стефани Захарек из Time положительно сравнила Боба с реальным отцом Брэда Бёрда.

## В массовой культуре
В феврале 2018 года, за несколько месяцев до выхода «Суперсемейки 2», появился мем «Математика есть математика» (англ. Math is math). В одной из сцен Мистер Исключительный помогает своему сыну с домашним заданием. Шастик обвиняет его в том, что он решил по-другому, однако отец убеждён в том, что ответ совпал. В том же месяце на Reddit появились первые мемы с этой сценой. Люди сначала использовали исходный шаблон, затем начали менять слова. Например, слово «математика» (math) стало «метамфетамином» (meth). Вторая волна популярности мемов началась в июне 2019 года. Позже адаптированные версии шаблона были выложены в паблик ВКонтакте. В ноябре 2019 года Рунет снова вспомнил об этом меме. Мем иронично описывает ситуации, в которых человек не понимает недовольства и несогласия окружающих. Такой персонаж, по общему правилу, не делит вещи на хорошие и плохие, не различает бренды.
В 2020 году Мистер Исключительный стал героем популярного интернет-мема «Мистер Исключительный становится жутким» (англ. Mr. Incredible Becoming Uncanny). Мем появился на свет благодаря художнику Натану Шипли, который создал коллаж из двух изображений главного героя: слева находился рисунок из мультфильма, а справа — очеловеченная версия персонажа, которая выглядела печальнее оригинала. Это изображение данного супергероя, который становится всё более «искажённым» по мере роста представления в тревожной манере различных тем и фактов Пользователи сети отредактировали цветное изображение Мистера Исключительного в чёрно-белом и унылом виде, которое впоследствии стало шаблоном для мема «Травмированный Мистер Исключительный». В основном такие мемы использовали для того, чтобы посмеяться над неприятными ситуациями.
Летом 2021 года изображение стало вирусным в Рунете. Используя шаблон счастливого и грустного мистера Исключительного, мемы описывали людей, которые знали о каком-либо событии или, наоборот, не понимали, о чём идёт речь. Впоследствии Мистер Исключительный стал популярен в TikTok, а мем получил новый формат. В сентябре в социальных сетях распространился шаблон с двумя версиями Мистера Исключительного: одна обычная, другая — чёрно-белая версия главного героя, который выглядит так, будто пытается улыбаться сквозь свою боль. Картинка лишь стала основой для шуток о вещах, которые на первый взгляд кажутся безобидными, но на деле оказываются мрачными или пугающими. В шаблоне часто использовался формат «Те, кто не знают» / «Те, кто знают». В декабре пользователи, создававшие мемы, начали использовать шаблон в «жутких» видео, вследствие чего он стал очень популярным.